# Аутсорс
«Аутсо́рс» — российский драматический сериал режиссёра Душана Глигорова, снятый по мотивам рассказа Дениса Драгунского «Дочь военного пенсионера». Произведён продюсерской компанией «Среда». Главные роли в нём исполнили Иван Янковский, Эльдар Калимулин, Данил Стеклов, Леонид Тележинский и Дмитрий Сумин.
В сентябре 2024 года сериал был показан на фестивале «Новый сезон» и получил премию в номинации «Самый ожидаемый сериал». Премьера состоялась 13 февраля 2025 года в онлайн-кинотеатре Okko.

## Сюжет
События происходят в 1996 году, в небольшом городе Елизово на Камчатке — незадолго до введения в России моратория на смертную казнь. В местную тюрьму, где содержатся приговорённые к высшей мере наказания, переводят надзирателя Константина Волкова из города Кимры Тверской области.
Константин убеждён, что родственники жертв имеют право лично приводить смертный приговор в исполнение. Более того, он считает, что на этом можно неплохо зарабатывать. Вместе с коллегами-надзирателями, тюремным врачом и прокурором он организует новый «бизнес» — передаёт исполнение смертных приговоров на своего рода аутсорсинг.

## В ролях
| Актёр               | Роль                                                     |
| ------------------- | -------------------------------------------------------- |
| Иван Янковский      | Константин Юрьевич Волков, сержант, надзиратель          |
| Эльдар Калимулин    | Александр Рыбкин, сержант, надзиратель                   |
| Данил Стеклов       | Роман Савельев, младший сержант, надзиратель             |
| Дмитрий Сумин       | Андрей Валентинович Михайлов, советник юстиции, прокурор |
| Леонид Тележинский  | Пётр Алексеевич Кулаков тюремный врач                    |
| Мила Ершова         | Наташа, жена Саши                                        |
| Дарья Савельева     | Юля, жена Петра                                          |
| Карина Александрова | Катя, жена Андрея                                        |
| Даша Котрелёва      | Нина, жена Кости                                         |
| Елизавета Руфина    | Маша, дочь Нины и Кости                                  |
| Ольга Лапшина       | Елена, мама Романа                                       |
| Карина Разумовская  | Елена Ковалёва мать Наташи                               |
| Виталий Коваленко   | Битюгов, подполковник, начальник тюрьмы                  |
| Евгений Коряковский | «Профессор» серийный убийца                              |
| Сергей Уманов       | «Доктор» серийный убийца                                 |
| Вадим Сквирский     | «Расхититель»                                            |
| Дмитрий Сутырин     | Валерий Игоревич Котов отец убитой девушки               |
| Юлия Марченко       | Алла Линчук, мать убитой девушки                         |
| Евгений Бакалов     | Валентин Михайлов отец Андрея                            |
| Дзюнсукэ Киносита   | японец                                                   |
| Марина Клещёва      | продавщица в магазине                                    |

## Создание
Съёмки сериала стартовали 12 января 2024 года. Работа над сериалом велась в Москве, в Приэльбрусье, на курортах Кавказских Минеральных Вод и на Камчатке, где и происходят события сериала. Одну из съёмочных локаций, гостиницу в Приэльбрусье, специально выбрал оператор Батыр Моргачёв: он отдыхал там в 11 лет и потом был там со своими однокурсниками в конце 90-х. Февральские съёмки велись в Кабардино-Балкарии, когда стояла солнечная погода и не было снега, поэтому его пришлось возить с Эльбруса, так как события сериала происходят зимой.
Команда создателей выбрала нетипичный формат кадра (4:3), чтобы напомнить о 90-х и старых телевизорах. Съёмки завершились 5 апреля 2024 года.

## Показ
В сентябре 2024 года сериал был представлен на фестивале «Новый сезон» и был признан самым ожидаемым сериалом 2025 года.
11 февраля 2025 года в кинотеатре «Октябрь» состоялась светская премьера сериала.
Премьера двух первых серий состоялась 13 февраля 2025 года в онлайн-кинотеатре Okko. Заключительная серия вышла 27 марта 2025 года.

## Реакция
Сериал получил высокие оценки российских кинокритиков.
Сергей Ефимов (Комсомольская правда): «„Аутсорс“ — это захватывающий сплав жёсткой драмы и психологического триллера на фоне дрейфующей в бездну страны. Узнаваемые свинцовые девяностые (изнасилование, бандосы, водка и синий L&M из ларька, попытка повешения как самый лёгкий способ решить все проблемы сразу) будто из ранних фильмов Василия Сигарева. И тут же интонации „Тюрьмы Оз“ в философских монологах исполнителей смертельных приговоров».
Вадим Богданов (InterMedia): «Серая мораль и поистине солженицынская история сохранения человеческой души в суровом климате зимней Камчатки — всё это сериал „Аутсорс“, мощная тюремная драма, которой у нас попросту нет аналогов (хотя на Западе их полно: „Срок“, „От звонка до звонка“ и так далее). Мрачнейший и гнетущий „Аутсорс“ очевидно в поисках неразрешимых нравственных конфликтов, в которых герои живут как за решеткой. Они все потерянные, израненные и с призрачной надеждой на завтрашний день. В целом, чем не миниатюра тогдашнего общества на примере одного тюремного коллектива».
Елена Фомина (РБК) «Герой Янковского с говорящей фамилией Волков ставит перед соратниками по „бизнесу“ странные моральные дилеммы, философствует и периодически „даёт Раскольникова“, за что тут же, прямо в кадре, подвергается насмешкам, которые нисколько его не смущают. Это тщательно продуманный персонаж, противоречивый, кажущийся сперва симпатичным и благородным, практически спасителем, надеждой и опорой, хоть и с двойным дном. И постепенно становится понятно, что Костя не просто мутный тип, а опасный манипулятор, которому, в общем-то, наплевать на любую мораль».
Ная Гусева (Film.ru): «„Аутсорс“ воспринимается как сериал-размышление, где разговоров больше, чем действий, и зритель вместе с персонажами пытается разрешить экзистенциальный кризис. „Аутсорс“ синтезирует настоящий русский код, а не тот, что мы видим в сериалах о лощёных столичных жителях. В тюремном захолустье снижена планка морали и насилие — часть обыденности, а не крайняя запретная мера».

## Награды
В 2024 году сериал получил премию фестиваля «Новый сезон» в номинации «Самый ожидаемый сериал».